# Алексеев, Иван Ильич
Иван Ильич Алексеев («Кум», «Дядя Ваня»; 24 марта 1870, Брянск — 1 октября 1944, Ворошиловград) — большевик, революционер, государственный и профсоюзный деятель.

## Биография
Родился 24 марта 1870 года в семье рабочего-столяра в Брянске Орловской губернии. С 17 лет работал в деревянной мастерской Брянского Арсенала, затем на заводе Бежица. В 1898 за организацию стачки был арестован и затем административно выслан из Орловской губернии. С 1899 работал в Луганске, слесарем на Патронном заводе, с 1904 на Паровозостроительном заводе Гартмана, где организовал первый профсоюз. Сблизился с К.Ворошиловым, в период Первой русской революции 1905—1907 — активный стачечник.
Большевик с 21 марта 1917 года, был избран в состав Луганского Совета рабочих депутатов, возглавлял продовольственный комитет. В апреле 1917 на общезаводской конференции избран членом первого совета рабочего контроля, в августе — депутатом Луганской городской Думы (№ 6 в партсписке большевиков). Луганский окружной комиссар продовольственных дел.
В марте-апреле 1918 года — нарком продовольствия Донецко-Криворожской Республики. Участвовал в походе 5 Армии к Царицыну, затем вернулся в Луганск. В ночь на 6 ноября 1918 года был арестован контрразведкой Белой армии и до января 1919 находился в тюрьме. После занятия Луганска Красной армией 21 января 1919 года был введен в состав Военно-революционного комитета, занимался продовольственным снабжением предприятий города. В апреле-мае 1919 участник Луганской Обороны от войск Деникина. После отступления Красной армии с Украины работал в отделе военных заготовок в Тамбове.
После окончательного освобождения Донбасса находился на различных ответственных должностях в Луганске: контролер инспекции СНХ Донецкой губернской РКИ (январь-ноябрь 1920 года); член правления Луганского райпотребсоюза (декабрь 1920—1923); организатор и первый директор Луганского филиала Всеукраинского кооперативного «Украинабанка» (июнь 1923 — октябрь 1925).
С октября 1925 по март 1926 — Председатель Луганского городского Совета.
С июля 1926 — председатель правления Луганского городского банка, с марта 1928 — сотрудник «Укрпайбуд», с июня 1930 года — директор строительного техникума. Летом 1932 по болезни вышел на персональную пенсию, однако с октября 1936 возглавлял бюро жалоб при горсовете. В период Великой Отечественной войны с января 1942 по июнь 1944 находился в эвакуации в г. Фрунзе. Умер 1 октября 1944 года в Луганске.
Бессменный депутат Луганского Совета с 1917 до конца жизни, старейший из наркомов ДКР. Как заслуженный деятель и революционер, был похоронен в Сквере Революции в центре города, его именем названы улица и квартал.

## Семья
Жена — Вера Афанасьевна (1891?-1970).

Сыновья Иван и Борис — инженеры, дочь Анна — химик, после окончания учёбы остались жить и работать в Харькове. Младшая дочь Муза (1918 г. р.) — известная луганская журналистка.